# Alectra thyrsoidea
Alectra thyrsoidea är en snyltrotsväxtart som beskrevs av Melch.. Alectra thyrsoidea ingår i släktet Alectra och familjen snyltrotsväxter. Inga underarter finns listade i Catalogue of Life.